# Nacjonalitaryzm
Nacjonalitaryzm (franc. nationalitarisme od nationalitaire – narodowościowy) – neologizm utworzony przez  René Johanneta, który za jego pomocą określał koncepcję odróżnienia ideologii egalitarnych, głoszących „suwerenność narodu” oraz etniczno-językową i/albo rasową „zasadę narodowościową” (principe des nationalités), od poglądów nacjonalizmu o charakterze tradycjonalistycznym. Według tradycjonalistycznego nacjonalizmu koncepcje narodowe eksponujące naród jako wspólnotę językowo-kulturową odrzucić należy na rzecz koncepcji państwa jako suwerena i formy bytu „narodu historycznego”. Tak rozumiany naród  niekoniecznie jest homogeniczny rasowo, etnicznie i językowo. Sam Johannet (1884–1972) był francuskim pisarzem politycznym, związanym z nacjonalistyczno-rojalistyczną Action Française; swoją koncepcję ogłosił w wydanej w 1918 książce Le principe des nationalités (Zasada narodowościowa).
W nauce polskiej do pojęcia tego odwołuje się Jacek Bartyzel oraz Joanna Sondel-Cedarmas.   

## Odmiany
Można wyróżnić dwa główne nurty nacjonalitaryzmu:
- demokratyczny (demoliberalny) – oparty na teorii suwerenności ludu, narodu;
- plemienno-rasowy – występujący w powiązaniu z socjalizmem w postaci faszyzmu i nazizmu.